# To be announced
To be announced (TBA), to be confirmed (TBC), to be determined (TBD) e outras variantes, são expressões e siglas da língua inglesa utilizadas, aquando da divulgação de eventos, para indicar que algum detalhe da organização ainda não está acertado ou não pode ser ainda publicitado. As expressões significam, à letra, respetivamente, "por anunciar", "por confirmar" e "por determinar".
Outras expressões semelhantes e usadas para transmitir um significado idêntico, e que são reduzíveis às mesmas siglas, são to be ascertained, to be arranged, to be adjudicated, to be advised, to be continued, to be decided, to be declared e to be done, cujas traduções em português seriam: "por apurar", "por organizar", "por arbitrar", "a informar" ou "a notificar", "continua", "por decidir", "por declarar" e "por fazer".

## TBA, TBC e TBD
As expressões são semelhantes, mas podem ser usadas para indicar diferentes graus de indeterminação:
- To be determined ou to be decided (TBD) – os detalhes do evento ainda não foram decididos ou determinados.
- To be announced (TBA) ou to be declared (TBD)[1] – os detalhes não podem ser ainda anunciados.
- To be confirmed (TBC), to be resolved (TBR),[2] ou to be provided (TBP)[3] – os detalhes podem ter sido já determinados e publicitados, mas ainda estão sujeitos a alterações.

A utilização da abreviatura TBA consta em obras de referência pelo menos desde 1955, e TBD é documentado pelo menos desde 1967.

## Exemplos
As diferentes expressões são comummente utilizadas para indicar ao público que há uma vaga por preencher num determinado conjunto de conferencistas ou de músicos ou de outros artistas. Os termos indicam ainda frequentemente que uma obra, como um álbum ou um filme, será publicada/estreará, mas que a data de publicação/estreia não é ainda conhecida. Podem também servir para designar projetos ainda sem título, tal como a expressão "sem título".
Nos programas desportivos, especialmente quando a uma equipa já foi atribuída uma posição num calendário de eliminatórias, mas ainda não se sabe qual será a equipa que se lhe oporá, porque várias podem qualificar-se, também se podem utilizar estas siglas e expressões no lugar da equipa ainda desconhecida.
No governo e nas empresas, podem ser usados para indicar que um cargo está vago.